# Rued Langgaard

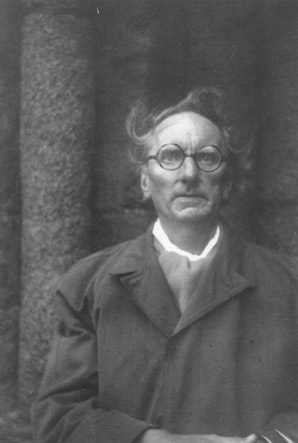
Rued Langgaard in 1951

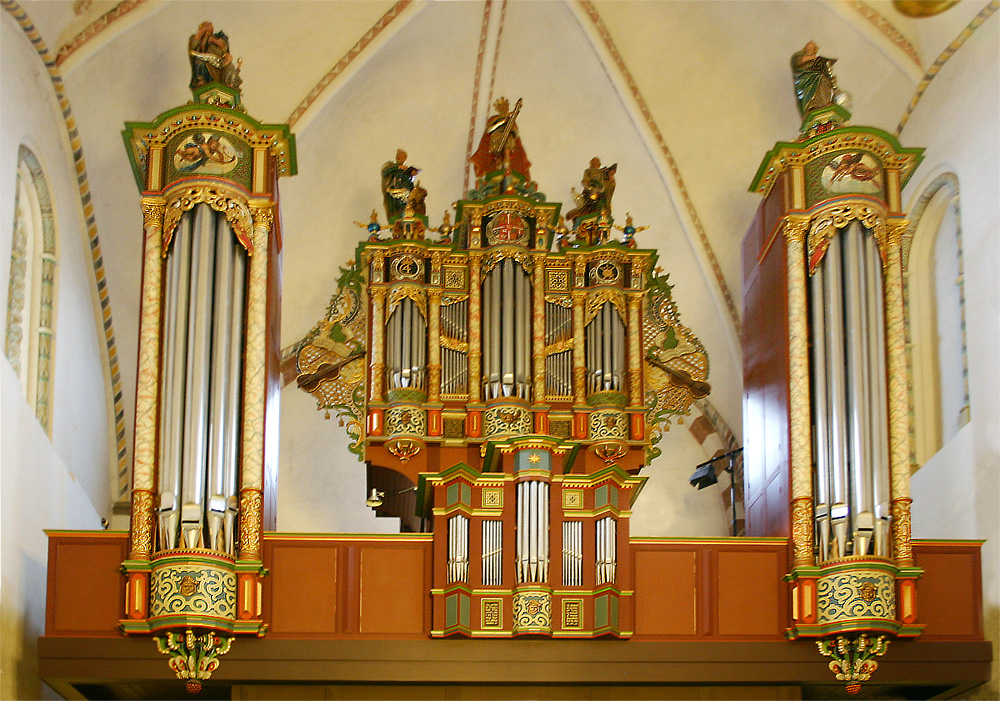
In 1939 werd Langgaard vaste organist van het Frederik Nielsen-orgel in de Dom van Ribe. De orgelkas is nog dezelfde, maar het pijpwerk is na zijn dood geheel vernieuwd.

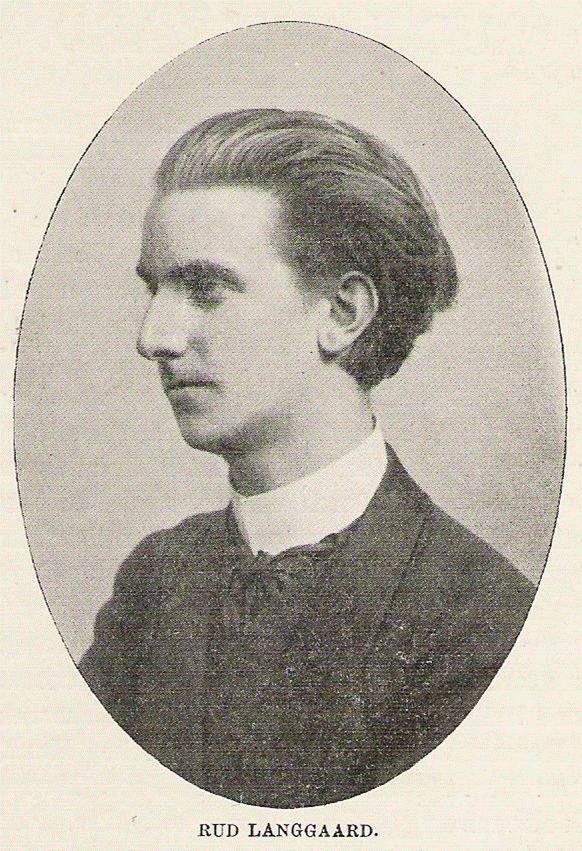
Rued Langgaard, omstreeks 1917

Rud Immanuel (Rued) Langgaard (Kopenhagen, 28 juli 1893 - Ribe, 10 juli 1952) was een Deense componist en organist. Doordat zijn muziek nogal afweek van wat gebruikelijk was in de Scandinavische muziek, werd hij pas jaren na zijn dood erkend als een van de interessantste en eigenzinnigste figuren in het Deense muziekleven. Hij was sinds 1926 gehuwd met Constance Olivia Tetens.

## Levensloop
Langgaard was de enige zoon van de pianisten Siegfried Langgaard (1852–1914) en Emma Foss (1861-1926). Op zijn vijfde jaar begonnen zij hem pianoles te geven en twee jaar later kon hij Schumanns Davidsbündlertänze en mazurka's van Chopin ten gehore brengen. Ook componeerde hij toen al korte pianostukjes. Als tienjarige kreeg hij les in orgel van Gustav Helsted en viool van Christian Petersen.
Zijn eerste publieke optreden als organist vond plaats toen hij elf jaar was en kort daarna begon hij muziektheorie te studeren bij C.F.E. Horneman. Later werd hij student van Vilhelm Rosenberg en ook studeerde hij korte tijd contrapunt bij Carl Nielsen, voor wiens reputatie van "grootste Deense componist" hij weinig waardering had. Als veertienjarige debuteerde hij als componist op een concert in Kopenhagen met het koorwerk Musae triumphantes. In de jaren die volgden ontwikkelde hij zijn compositorische vaardigheden verder. Zijn ouders lieten hem kennismaken met het Europese muziekleven en hij ontmoette de dirigenten Arthur Nikisch en Max Fiedler, van wie de laatstgenoemde in 1913 met groot succes zijn symfonie nr. 1 Klippepastoraler dirigeerde bij de Berliner Philharmoniker.
Vanaf zijn achttiende jaar was Langgaard assistent-organist bij twee kerken in Kopenhagen, maar pogingen om tot vaste organist te worden benoemd hadden geen succes. Door zijn excentrieke karakter en zijn vaak grillige muziek bleef hij in het behoudende Deense muziekleven een geïsoleerde figuur. Wel werd hem sinds zijn dertigste een staatsstipendium toegekend, maar pas in 1939 kreeg hij een vaste aanstelling als organist van de Dom van Ribe in Jutland. Daar overleed hij kort voor zijn 59e verjaardag, in 1952. De erkenning als componist zou nog tientallen jaren op zich laten wachten.

## Werken
Langgaards muziek is grillig van aard. Zijn laatromantische stijl vertoont invloeden van Richard Wagner en Richard Strauss en grote afwisseling in stemming: stormachtig, groots opgezet, met veel pathos, en dan weer kleinschalig en kamermuzikaal. Binnen hetzelfde werk kunnen zowel moderne als behoudende passages in romantische stijl worden aangetroffen. Hij schreef veel voor symfonieorkest, waaronder 16 symfonieën, en kon uitstekend orkestreren. Al deze symfonieën hebben een titel die de thematiek duidelijk moet maken. Omdat hij zich durfde los te maken van de klassieke vormleer, maken veel werken (zoals het complexe Sfærernes musik voor sopraan, koor, orgel en twee orkesten) een experimentele, pionierende indruk, al doorbrak hij nooit de tonaliteit. Tot de bewonderaars van Sfærernes musik met innovatief gebruik van uitgebreide clusters van de strijkinstrumenten behoorde György Ligeti, die in 1968 de partituur bestudeerde en zichzelf daarop tot Langgaards "epigoon" verklaarde. 
Langgaard liet ook satirische elementen in zijn werken toe. Zo schreef hij een koorwerkje waarin de frase "Carl Nielsen, onze grote componist" eindeloos werd herhaald. Naarmate hij ouder werd, werd zijn componeren steeds behoudender en daarom worden de vroege symfonieën beschouwd als interessanter dan de latere.
Hij schreef meer dan 400 werken, waaronder 150 liederen, piano- en orgelwerken en een opmerkelijke opera Antikrist. Van veel van zijn werken, onder meer van alle symfonieën en strijkkwartetten, bestaan cd-opnamen in meer dan één uitvoering.

## Werkenlijst (selectie)

### Symfonieën
1. Klippepastoraler, 1908–11
2. Vaarbrud (met sopraansolo), 1912–14, rev. 1926–33
3. Ungdomsbrus (met pianosolo en koor ad libitum), 1915–16
4. Løvfald, 1916/1920
5. Steppenatur, 1917-18, rev. 1931
6. Det Himmelrivende, 1919–20, rev. 1928–30
7. Ved Tordenskjold i Holmens Kirke, 1925–26, rev. 1930–32
8. Minder ved Amalienborg (met koor), 1926–34
9. Fra Dronning Dagmars By, 1942
10. Hin Torden-Bolig, 1944–45
11. Ixion, 1944–45
12. Hélsingeborg, 1946
13. Undertro, 1946–47
14. Morgenen (Symfonie-suite met koor), 1947–48, rev. 1951
15. Søstormen (met baritonsolo en mannenkoor), 1949
16. Syndflod af Sol, 1950-51

### Andere orkestwerken
- Drapa (Bij de dood van Edvard Grieg), 1907-09
- Heltedød (1908)
- Sphinx (symfonisch gedicht), 1913
- Mistèrio (Dødssejleren) (1932)

### Concertante werken
- Fra Arild, pianoconcert naar composities van Siegfried Langgaard (1937)
- Concert (in een deel) voor viool en orkest (1944)
- Interdikt voor orgel en orkest (1948)
- Søndagssonate voor viool, piano, orgel en orkest (1950)

### Kamermuziek
Zeven strijkkwartetten
1. (1914-15/1936), BVN. 68
2. (1918), BVN. 145
3. (1924), BVN. 183
4. Sommerdage (1914-18/1931), BVN. 215
5. (1925/1926-38), BVN. 189
6. (1918–19), BVN. 160
7. Zonder nummer in As (1918), BVN. 155

Vijf vioolsonates
1. Viole (1915/1945), BVN. 94
2. Den store Mester kommer (1920–21), BVN. 167
3. (1945–49), BVN. 312
4. Parce nobis, Jesu! (1949), BVN. 376
5. Onvoltooid, BVN. 41

Overig
- Septet voor blazers (1915), BVN. 95
- Humoreske (sextet voor blazers en slagwerk, 1922–23), BVN. 176

### Koor en orkest
- Drømmen (Sinfonia interna), 1916/1945
- Hav og Sol (sopraan- of mezzosopraansolo; koorversie door Mike Cholewa), 1915/1940s
- Sfærernes musik (sopraan- of mezzosopraansolo en koor), 1918

### Opera
- Antikrist (1921-23)